# Punta de Amer
Punta de Amer är en udde i Spanien.   Den ligger i regionen Balearerna, i den östra delen av landet, 600 km öster om huvudstaden Madrid. Punta de Amer ligger på ön Mallorca.
Terrängen inåt land är platt västerut, men åt nordväst är den kuperad. Havet är nära Punta de Amer åt sydost.  Närmaste större samhälle är Manacor, 16,7 km väster om Punta de Amer. 